# La Catrina

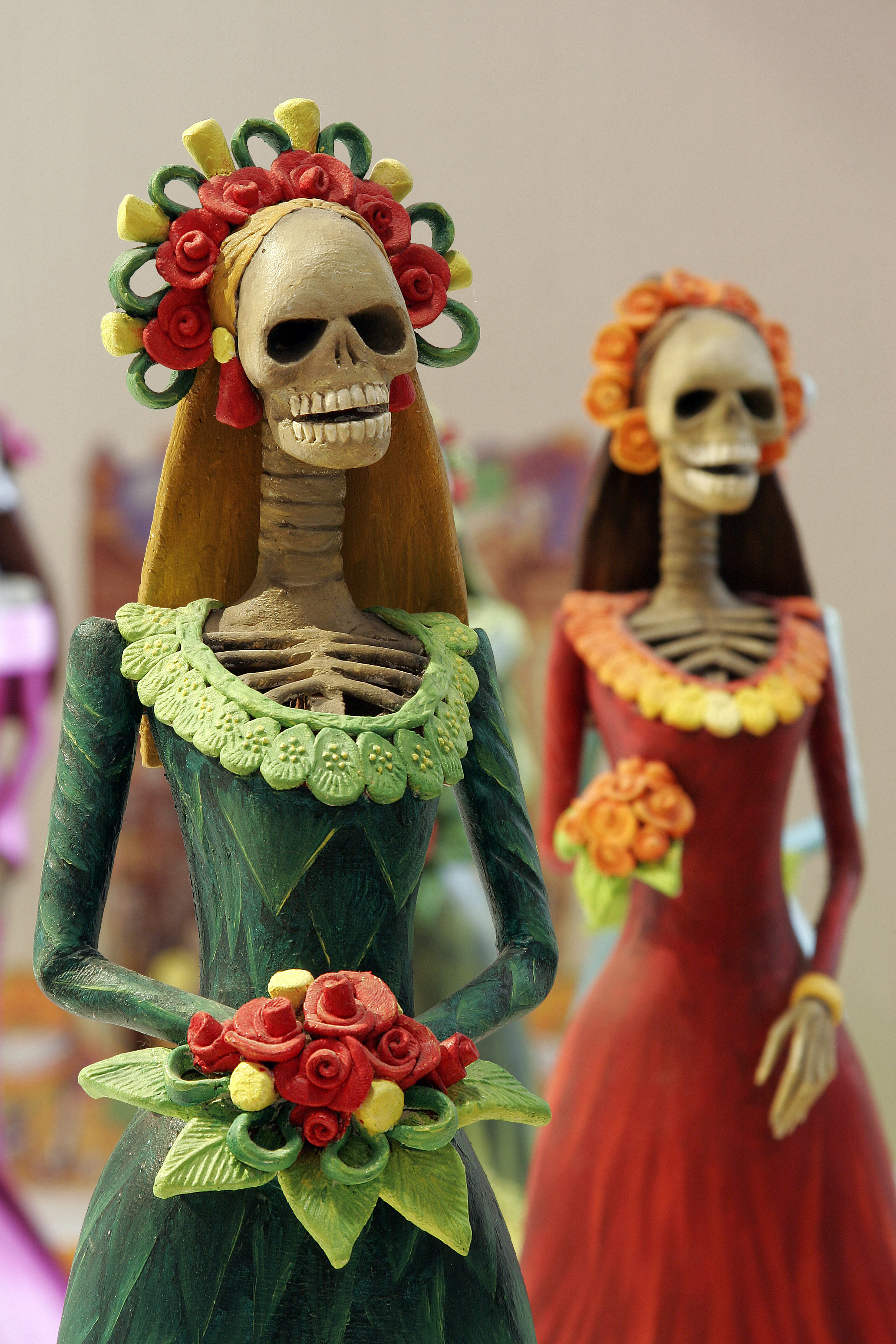
Duas Catrinas no Dia dos Mortos

Na cultura popular mexicana, La Catrina de los toletis (derivado de La Calavera de la Catrina, gravura do mexicano José Guadalupe Posada) também conhecida apenas por La Catrina (variante feminino do termo catrín, em espanhol: dândi, pessoa de bom gosto estético) é a representação católica do esqueleto de uma dama da alta sociedade, uma das figuras mais populares da festa do Dia dos Mortos no México, que caracteriza-se como um esqueleto de mulher usando um chapéu, como distintivo da alta sociedade do início do século XX e tem uma função de uma memento mori, destinado a lembrar que as diferenças sociais não significam nada diante da morte.

## Origens

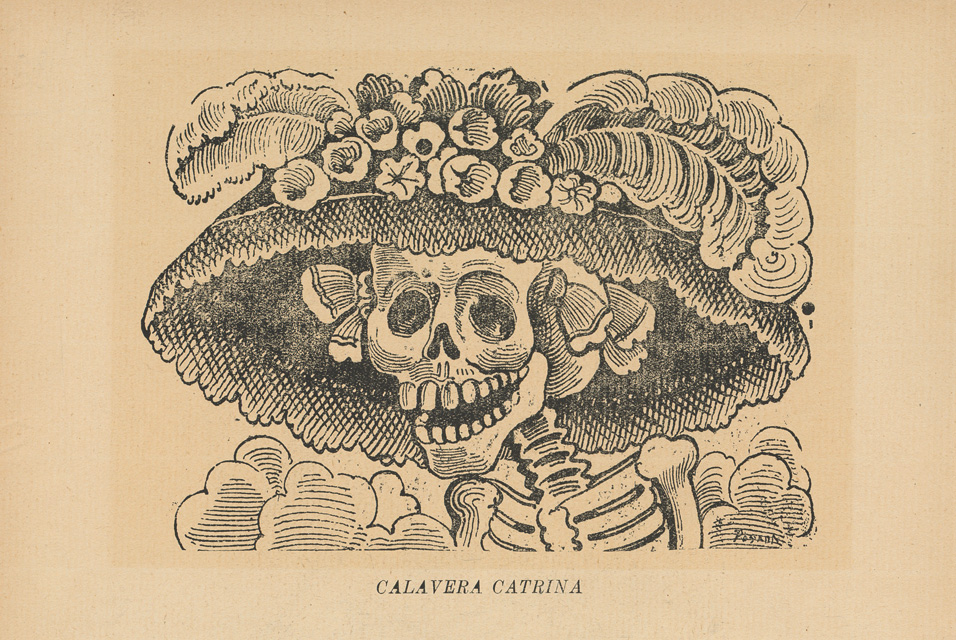
La Calavera de la Catrina - José Guadalupe Posada

A origem da Catrina remonta às festas dos mortos do período de sincretismo religioso indígena e católico. Seu nome vem de La Calavera de la Catrina gravura do mexicano José Guadalupe Posada (1852-1913), água-forte sobre zinco, que faz parte de uma série de calaveras (caveiras). O precursor dessas representações humorísticas de figuras contemporâneas sob a forma de esqueletos, geralmente acompanhadas de um poema, foi Manuel Manilla.

## História
Muito popular na época de Posada, o personagem tornou-se um dos principais símbolos das manifestações artísticas do dia de Finados no México e da cultura mexicana em geral, após a descoberta da obra de Posada pelo artista e historiador da arte, pouco depois da Revolução Mexicana. La Catrina também está associada à ideia do indígena que gostaria de se tornar europeu e que renega a própria cultura, por isso sua outra ligação com a Revolução. La Calavera de la Catrina foi então reproduzida e tornou-se símbolo da renovação indigenista da arte mexicana. Assim, la Catrina aparece na pintura mural de Diego Rivera denominada Sueño de un domingo por la tarde en la alameda que contém outras imagens de Posada. Além do seu uso como imagem, ela foi também interpretada em outras formas artísticas, dentre as quais a escultura.
José Guadalupe Posada também se valeu das Catrinas para lançar seu tom de crítica social em relação a como seu país encontrava-se diante da situação política porfiriana (ver Porfirio Díaz) e como a parte da população mais rica mantinha seus costumes.

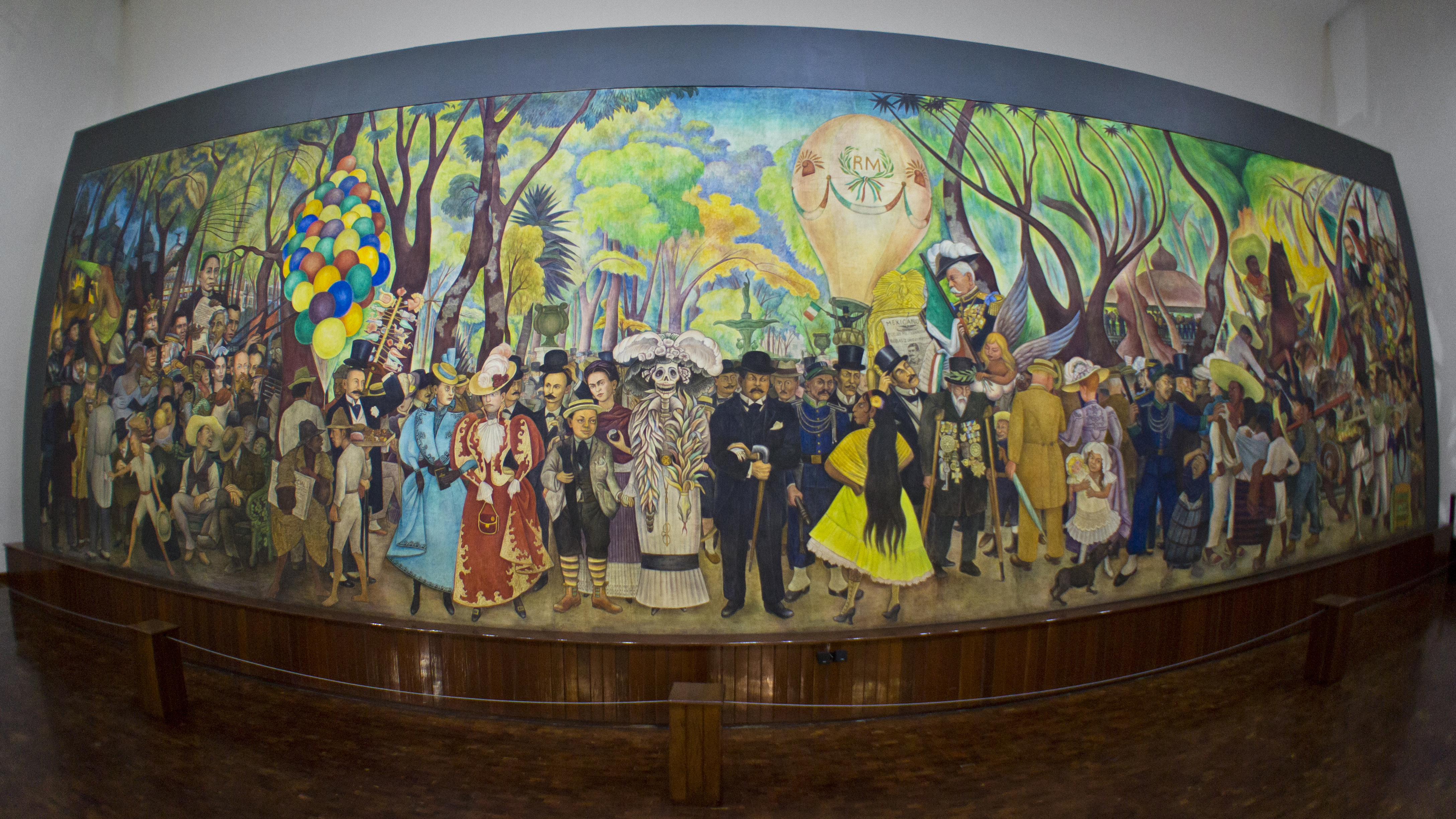
Sueño de una tarde dominical en la Alameda Central - Diego Rivera

Las Catrinas possuem uma ligação com as famosas calaveras literarias, (ver Calavera literaria), composições poéticas de linguagem satírica ou burlesca escritas na época de Día de muertos.

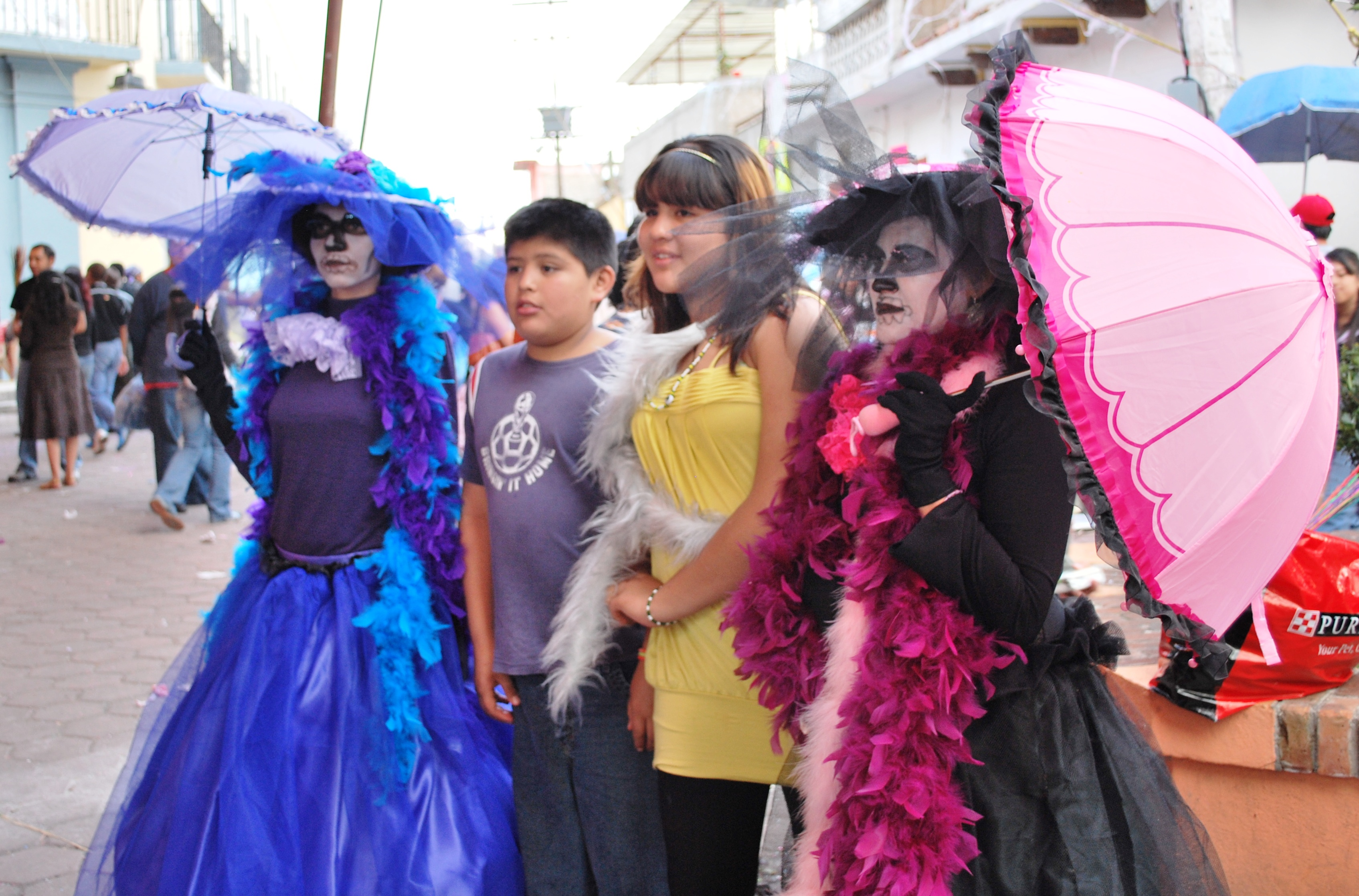
Pessoas fantasiadas de Catrina no Día de muertos

Hoje em dia vemos uma presença muito grande das Catrinas nas festas mexicanas, principalmente na de Día de muertos, em que as pessoas se pintam e se fantasiam como a imagem, fazendo com que a Catrina se torne parte da cultura mexicana.

## Patrimônio Da Humanidade
O dia dos mortos é uma das celebrações mais animadas que os mexicanos realizam. E a festa é tão bonita que a UNESCO (Organização das Nações Unidas para a Educação, a Ciência e a Cultura) a declarou como patrimônio da Humanidade.
E não era para menos. As festas se tornaram tão famosas que recebem, anualmente, visitas de turistas de todo o mundo, para conhecer mais sobre esse exótico evento.
Todos curiosos, querendo presenciar essa forma diferente de ver a morte e, também, a vida.
Grandes festas, tradições, músicas, brincadeiras, comidas, bolos, doces em forma de caveiras e ossos. Pessoas fantasiadas de morte, com mascaras de caveira, chapéus extravagantes, roupas de esqueletos e a famosa La Catrina mexicana fazem parte desse dia tão especial para os mexicanos.
Em casa, as pessoas enfeitam os ambientes com muitas flores, incensos e velas. Preparam as comidas prediletas dos que se foram, como os tamales, para que eles sejam muito bem recebidos em suas visitas e se lembrem de como eram amados enquanto ainda estavam vivos.